# Collegio di Richmond Park
Richmond Park è un collegio elettorale situato nella Grande Londra, e rappresentato alla Camera dei comuni del Parlamento del Regno Unito. Elegge un membro del parlamento con il sistema first-past-the-post, ossia maggioritario a turno unico; l'attuale parlamentare è Sarah Olney dei Liberal Democratici, che rappresenta il collegio dal 2019.

## Estensione

Richmond Park dal 2010 al 2024

- 1997–2010: i ward del borgo londinese di Richmond upon Thames di Barnes, East Sheen, Ham and Petersham, Kew, Mortlake, Palewell, Richmond Hill e Richmond Town e i ward del borgo di Kingston upon Thames di Cambridge, Canbury, Coombe Hill e Tudor.
- 2010-2024: i ward del borgo londinese di Richmond upon Thames di Barnes, East Sheen, Ham, Petersham and Richmond Riverside, Kew, Mortlake and Barnes Common, North Richmond e South Richmond e i ward del borgo di Kingston upon Thames di Canbury, Coombe Hill, Coombe Vale e Tudor.
- dal 2024: i ward del borgo londinese di Richmond upon Thames di Barnes, Barnes; East Sheen; Ham, Petersham and Richmond Riverside; Kew; Mortlake and Barnes Common; North Richmond e South Richmond e i ward del borgo di Kingston upon Thames di Canbury Gardens; Coombe Hill; Kingston Gate e una piccola parte di Coombe Vale.

Richmond Park comprende la metà orientale del borough di Richmond upon Thames, ossia la parte del borough a sud del Tamigi. Si estende da Barnes, nella parte nord di Kingston upon Thames, fino alla sua parte meridionale, e comprende East Sheen, Mortlake, Kew, Richmond, Petersham e Ham. Nei confini è compreso anche il Parco Reale di Richmond.

## Membri del parlamento
| Elezione | Elezione     | Deputato      | Partito             |
| -------- | ------------ | ------------- | ------------------- |
|          | 1997         | Jenny Tonge   | Liberal Democratici |
| 2005     | Susan Kramer |               | Liberal Democratici |
|          | 2010         | Zac Goldsmith | Conservatore        |
|          | 2016 (S)     | Sarah Olney   | Liberal Democratici |
|          | 2017         | Zac Goldsmith | Conservatore        |
|          | 2019         | Sarah Olney   | Liberal Democratici |

## Elezioni

### Elezioni negli anni 2020
| Partito                    | Partito                              | Candidato                  | Risultati 4 luglio 2024 | Risultati 4 luglio 2024 |
| Partito                    | Partito                              | Candidato                  | Voti                    | %                       |
| -------------------------- | ------------------------------------ | -------------------------- | ----------------------- | ----------------------- |
|                            | Lib Dem                              | Sarah Olney                | 28 528                  | 55,38                   |
|                            | Conservatore                         | Sara Gezdari               | 11 373                  | 22,08                   |
|                            | Laburista                            | Laura Coryton              | 5 048                   | 9,80                    |
|                            | Reform UK                            | Michael Hearn              | 3 258                   | 6,32                    |
|                            | Verdi                                | Chas Warlow                | 2 728                   | 5,30                    |
|                            | The Mitre TW9                        | Chris French               | 349                     | 0,68                    |
|                            | Social Democratico                   | Richard Harrison           | 233                     | 0,45                    |
|                            |                                      |                            |                         |                         |
| Iscritti                   | Iscritti                             | Iscritti                   | 68 103                  | 100,00                  |
| ↳ Votanti (% su iscritti)  | ↳ Votanti (% su iscritti)            | ↳ Votanti (% su iscritti)  | 51 517                  | 75,65                   |
| ↳ Astenuti (% su iscritti) | ↳ Astenuti (% su iscritti)           | ↳ Astenuti (% su iscritti) | 16 586                  | 24,35                   |
|                            |                                      |                            |                         |                         |
|                            | Esito: collegio confermato a Lib Dem |                            |                         |                         |

### Elezioni negli anni 2010
| Partito                    | Partito                                         | Candidato                  | Risultati 12 dicembre 2019 | Risultati 12 dicembre 2019 |
| Partito                    | Partito                                         | Candidato                  | Voti                       | %                          |
| -------------------------- | ----------------------------------------------- | -------------------------- | -------------------------- | -------------------------- |
|                            | Lib Dem                                         | Sarah Olney                | 34 559                     | 53,11                      |
|                            | Conservatore                                    | Zac Goldsmith              | 26 793                     | 41,18                      |
|                            | Laburista                                       | Sandra Keen                | 3 407                      | 5,24                       |
|                            | Indipendente                                    | Caroline Shah              | 247                        | 0,38                       |
|                            | Indipendente                                    | John Usher                 | 61                         | 0,09                       |
|                            |                                                 |                            |                            |                            |
| Iscritti                   | Iscritti                                        | Iscritti                   | 82 699                     | 100,00                     |
| ↳ Votanti (% su iscritti)  | ↳ Votanti (% su iscritti)                       | ↳ Votanti (% su iscritti)  | 65 067                     | 78,68                      |
| ↳ Astenuti (% su iscritti) | ↳ Astenuti (% su iscritti)                      | ↳ Astenuti (% su iscritti) | 17 632                     | 21,32                      |
|                            |                                                 |                            |                            |                            |
|                            | Esito: collegio passa da Conservatore a Lib Dem |                            |                            |                            |

| Partito                    | Partito                                         | Candidato                  | Risultati 8 giugno 2017 | Risultati 8 giugno 2017 |
| Partito                    | Partito                                         | Candidato                  | Voti                    | %                       |
| -------------------------- | ----------------------------------------------- | -------------------------- | ----------------------- | ----------------------- |
|                            | Conservatore                                    | Zac Goldsmith              | 28 588                  | 45,14                   |
|                            | Lib Dem                                         | Sarah Olney                | 28 543                  | 45,07                   |
|                            | Laburista                                       | Cate Tuitt                 | 5 773                   | 9,12                    |
|                            | UKIP                                            | Peter Jewell               | 426                     | 0,67                    |
|                            |                                                 |                            |                         |                         |
| Iscritti                   | Iscritti                                        | Iscritti                   | 80 025                  | 100,00                  |
| ↳ Votanti (% su iscritti)  | ↳ Votanti (% su iscritti)                       | ↳ Votanti (% su iscritti)  | 63 330                  | 79,14                   |
| ↳ Astenuti (% su iscritti) | ↳ Astenuti (% su iscritti)                      | ↳ Astenuti (% su iscritti) | 16 695                  | 20,86                   |
|                            |                                                 |                            |                         |                         |
|                            | Esito: collegio passa da Lib Dem a Conservatore |                            |                         |                         |

| Partito                    | Partito                                         | Candidato                  | Risultati 1º dicembre 2016 | Risultati 1º dicembre 2016 |
| Partito                    | Partito                                         | Candidato                  | Voti                       | %                          |
| -------------------------- | ----------------------------------------------- | -------------------------- | -------------------------- | -------------------------- |
|                            | Lib Dem                                         | Sarah Olney                | 20 510                     | 49,68                      |
|                            | Indipendente                                    | Zac Goldsmith              | 18 638                     | 45,15                      |
|                            | Laburista                                       | Christian Wolmar           | 1 515                      | 3,67                       |
|                            | Monster Raving Loony                            | Howling Laud Hope          | 184                        | 0,45                       |
|                            | Indipendente                                    | Fiona Syms                 | 173                        | 0,42                       |
|                            | Popoli Cristiani                                | Dominic Stockford          | 164                        | 0,40                       |
|                            | One Love                                        | Maharaja Jammu and Kashmir | 67                         | 0,16                       |
|                            | —                                               | David Powell               | 32                         | 0,08                       |
|                            |                                                 |                            |                            |                            |
| Iscritti                   | Iscritti                                        | Iscritti                   | 77 243                     | 100,00                     |
| ↳ Votanti (% su iscritti)  | ↳ Votanti (% su iscritti)                       | ↳ Votanti (% su iscritti)  | 41 283                     | 53,45                      |
| ↳ Astenuti (% su iscritti) | ↳ Astenuti (% su iscritti)                      | ↳ Astenuti (% su iscritti) | 35 960                     | 46,55                      |
|                            |                                                 |                            |                            |                            |
|                            | Esito: collegio passa da Conservatore a Lib Dem |                            |                            |                            |

| Partito                    | Partito                                   | Candidato                  | Risultati 7 maggio 2015 | Risultati 7 maggio 2015 |
| Partito                    | Partito                                   | Candidato                  | Voti                    | %                       |
| -------------------------- | ----------------------------------------- | -------------------------- | ----------------------- | ----------------------- |
|                            | Conservatore                              | Zac Goldsmith              | 34 404                  | 58,21                   |
|                            | Lib Dem                                   | Robin Meltzer              | 11 389                  | 19,27                   |
|                            | Laburista                                 | Sachin Patel               | 7 296                   | 12,34                   |
|                            | Verdi                                     | Andrée Frieze              | 3 548                   | 6,00                    |
|                            | UKIP                                      | Sam Naz                    | 2 464                   | 4,17                    |
|                            |                                           |                            |                         |                         |
| Iscritti                   | Iscritti                                  | Iscritti                   | 77 303                  | 100,00                  |
| ↳ Votanti (% su iscritti)  | ↳ Votanti (% su iscritti)                 | ↳ Votanti (% su iscritti)  | 59 101                  | 76,45                   |
| ↳ Astenuti (% su iscritti) | ↳ Astenuti (% su iscritti)                | ↳ Astenuti (% su iscritti) | 18 202                  | 23,55                   |
|                            |                                           |                            |                         |                         |
|                            | Esito: collegio confermato a Conservatore |                            |                         |                         |

| Partito                    | Partito                                         | Candidato                  | Risultati 6 maggio 2010 | Risultati 6 maggio 2010 |
| Partito                    | Partito                                         | Candidato                  | Voti                    | %                       |
| -------------------------- | ----------------------------------------------- | -------------------------- | ----------------------- | ----------------------- |
|                            | Conservatore                                    | Zac Goldsmith              | 29 461                  | 49,71                   |
|                            | Lib Dem                                         | Susan Kramer               | 25 370                  | 42,81                   |
|                            | Laburista                                       | Eleanor Tunnicliffe        | 2 979                   | 5,03                    |
|                            | UKIP                                            | Peter Dul                  | 669                     | 1,13                    |
|                            | Verdi                                           | James Page                 | 572                     | 0,97                    |
|                            | Popoli Cristiani                                | Susan May                  | 133                     | 0,22                    |
|                            | Indipendente                                    | Charles Hill               | 84                      | 0,14                    |
|                            |                                                 |                            |                         |                         |
| Iscritti                   | Iscritti                                        | Iscritti                   | 77 751                  | 100,00                  |
| ↳ Votanti (% su iscritti)  | ↳ Votanti (% su iscritti)                       | ↳ Votanti (% su iscritti)  | 59 268                  | 76,23                   |
| ↳ Astenuti (% su iscritti) | ↳ Astenuti (% su iscritti)                      | ↳ Astenuti (% su iscritti) | 18 483                  | 23,77                   |
|                            |                                                 |                            |                         |                         |
|                            | Esito: collegio passa da Lib Dem a Conservatore |                            |                         |                         |

### Elezioni negli anni 2000
| Partito                    | Partito                              | Candidato                  | Risultati 5 maggio 2005 | Risultati 5 maggio 2005 |
| Partito                    | Partito                              | Candidato                  | Voti                    | %                       |
| -------------------------- | ------------------------------------ | -------------------------- | ----------------------- | ----------------------- |
|                            | Lib Dem                              | Susan Kramer               | 24 011                  | 46,74                   |
|                            | Conservatore                         | Marco Forgione             | 20 280                  | 39,48                   |
|                            | Laburista                            | James Butler               | 4 768                   | 9,28                    |
|                            | Verdi                                | James Page                 | 1 379                   | 2,68                    |
|                            | UKIP                                 | Peter Dul                  | 458                     | 0,89                    |
|                            | Popoli Cristiani                     | Peter Flower               | 288                     | 0,56                    |
|                            | Indipendente                         | Margaret Harrison          | 83                      | 0,16                    |
|                            | Rainbow Dream Ticket                 | Rainbow George Weiss       | 63                      | 0,12                    |
|                            | Indipendente                         | Richard Meacock            | 44                      | 0,09                    |
|                            |                                      |                            |                         |                         |
| Iscritti                   | Iscritti                             | Iscritti                   | 69 992                  | 100,00                  |
| ↳ Votanti (% su iscritti)  | ↳ Votanti (% su iscritti)            | ↳ Votanti (% su iscritti)  | 51 374                  | 73,40                   |
| ↳ Astenuti (% su iscritti) | ↳ Astenuti (% su iscritti)           | ↳ Astenuti (% su iscritti) | 18 618                  | 26,60                   |
|                            |                                      |                            |                         |                         |
|                            | Esito: collegio confermato a Lib Dem |                            |                         |                         |

| Partito                    | Partito                              | Candidato                  | Risultati 7 giugno 2001 | Risultati 7 giugno 2001 |
| Partito                    | Partito                              | Candidato                  | Voti                    | %                       |
| -------------------------- | ------------------------------------ | -------------------------- | ----------------------- | ----------------------- |
|                            | Lib Dem                              | Jenny Tonge                | 23 444                  | 47,70                   |
|                            | Conservatore                         | Tom Harris                 | 18 480                  | 37,60                   |
|                            | Laburista                            | Barry Langford             | 5 541                   | 11,27                   |
|                            | Verdi                                | James Page                 | 1 223                   | 2,49                    |
|                            | UKIP                                 | Peter Howe                 | 348                     | 0,71                    |
|                            | Indipendente                         | Raymond Perrin             | 115                     | 0,23                    |
|                            |                                      |                            |                         |                         |
| Iscritti                   | Iscritti                             | Iscritti                   | 72 251                  | 100,00                  |
| ↳ Votanti (% su iscritti)  | ↳ Votanti (% su iscritti)            | ↳ Votanti (% su iscritti)  | 49 151                  | 68,03                   |
| ↳ Astenuti (% su iscritti) | ↳ Astenuti (% su iscritti)           | ↳ Astenuti (% su iscritti) | 23 100                  | 31,97                   |
|                            |                                      |                            |                         |                         |
|                            | Esito: collegio confermato a Lib Dem |                            |                         |                         |

## Risultati dei referendum

### Referendum sulla permanenza del Regno Unito nell'Unione europea del 2016
|             | Collegio      | Lasciare UE % | Rimanere in UE % |
| ----------- | ------------- | ------------- | ---------------- |
|             | Richmond Park | 27,7%         | 73,3%            |
|             | Inghilterra   | 53,3%         | 46,7%            |
| Regno Unito | 51,9%         | 48,1%         |                  |